# Rhipicephalus bursa
Rhipicephalus bursa är en fästingart som beskrevs av Canastrini och Fanzago 1878. Rhipicephalus bursa ingår i släktet Rhipicephalus och familjen hårda fästingar. Inga underarter finns listade i Catalogue of Life.